# Палиета
Палиѐта (на италиански: Paglieta) е малко градче и община в Южна Италия, провинция Киети, регион Абруцо. Разположен е на 235 m надморска височина. Населението на общината е 4531 души (към 2010 г.).